# 中村愛 (お笑い芸人)
中村 愛（なかむら あい、1982年8月3日 - ）は、日本のお笑い芸人。山口県出身。

## 人物・来歴
- 2005年7月から浅井企画所属のお笑いコンビマッキアイアイのボケ役として活動、相方は牧野朋子。2006年12月頃に解散。
- 身長163cm、体重55kg。B90・W70・H91。血液型はB型。ワープロ・電卓検定2級の資格を持っている。
- 一時期芸能人女子フットサルチーム「ASAI RED ROSE」に所属していた。